# Ernest William Hornung
Pour les articles homonymes, voir Hornung.
 (janvier 2016).
Ernest William Hornung (Middlesbrough, Yorkshire du Nord, 7 juin 1866 - Saint-Jean-de-Luz, Pyrénées-Atlantiques 22 mars 1921) est un écrivain britannique de roman policier et de roman d'aventures. Il est le créateur du personnage de Arthur J. Raffles, gentleman-cambrioleur.

## Biographie
Huitième enfant de John Peter Hornung (1821–1886), Hongrois émigré en Grande-Bretagne, négociant en bois et charbon, et d'une Anglaise, Harriet Armstrong (1824–1896), il est un enfant fragile, souffrant d'asthme. Après des études à la Uppingham School dans le comté de Rutland il part en 1884, pour raisons de santé, en Australie, où il séjourne deux ans. 
De retour en Angleterre, il se lance dans le journalisme et rencontre Sir Arthur Conan Doyle, créateur en 1887 de Sherlock Holmes, dont il devient l'ami. Il développe également des relations amicales avec Jerome K. Jerome, J. M. Barrie, George Gissing et Rudyard Kipling.
Le 27 septembre 1893, il épouse, à l'église catholique romaine de St. Edward's à Londres, Constance (Connie) Aimée Monica Doyle, née en 1868 et sœur d'Arthur. Le couple partage son temps entre la France et l'Angleterre. Le 6 juillet 1915, Arthur Oscar, leur fils unique, né le 25 mars 1895, et lieutenant au Essex Regiment est tué à Ypres. Son père compose alors in memoriam le poème Last Post dans la tradition des poèmes de guerre anglais. Pendant la guerre, Hornung s'occupe de l'accueil des jeunes soldats au sein de l'YMCA.
Il meurt de pneumonie, en 1921, à Saint-Jean-de-Luz, où il est inhumé au cimetière ancien. Sa femme Constance meurt le 8 juin 1924 ; elle est enterrée au cimetière de West Grinstead dans le Sussex.

## Le romancier
Il publie son premier livre A Bride from the Bush en 1890. 
En 1898, il crée le personnage d'un aventurier à l’opposé du Sherlock Holmes de son beau-frère : Arthur J. Raffles, gentleman-cambrioleur, dont la première aventure paraît dans le Cassell's Magazine. 
Comme Holmes a son Watson, Raffles a aussi son faire-valoir en la personne de Harry "Bunny" Manders, personnage particulièrement stupide. 
Le cycle des aventures de Raffles compte 26 nouvelles, regroupées dans The Amateur Cracksman (1899), The Black Mask (1901), A Thief in the Night (1905), et un roman, Mr. Justice Raffles (1909). 
Les aventures de Raffles se divisent en deux parties.
Dans la première, il est un gentleman fréquentant la bonne société, la gentry, reconnu pour ses qualités de sportsman. Cette période se termine lorsqu'il est démasqué au cours d'une tentative de vol pendant une croisière. Hornung le fait alors disparaître - comme Conan Doyle avait fait mourir Sherlock Holmes aux chutes du Reichenbach - en le faisant plonger du navire pour laisser supposer qu'il s'est noyé.
Dans la seconde partie, Raffles se livre à des cambriolages, puis s'engage comme volontaire pendant la seconde guerre des Boers. Il y rachète sa conduite, avant de mourir, en démasquant un espion ennemi. 
Quand Pierre Lafitte commande une nouvelle à Maurice Leblanc, c'est en lui imposant un personnage inspiré du modèle de Raffles, ce qui donnera lieu à la création d'Arsène Lupin en 1905.[réf. souhaitée]
Raffles a été adapté au théâtre avec succès. Plusieurs films ont été également tournés, notamment, en 1917, avec John Barrymore dans le rôle-titre et, en 1939, avec David Niven : Raffles, gentleman cambrioleur.
Hornung publia aussi d'autres romans, qui ne connurent pas le succès de Raffles.

## Œuvre

### Recueils de nouvelles

#### SérieRaffles
- The Amateur Cracksman (1899) Publié en français sous le titre Un cambrioleur amateur, Paris, Éditions Juven, 1905 ; réédition, Paris, La Renaissance du Livre, 1932 ; réédition, Paris, Sylvie Messinger, 1988 ; réédition, Toulouse, Éditions Ombres, 1997
- The Black Mask (1901) Publié en français sous le titre Le Masque noir, Paris, Éditions Juven, 1905 ; réédition, Paris, La Renaissance du Livre, 1932 ; réédition, Paris, Sylvie Messinger, 1988
- A Thief in the Night (1905) Publié en français sous le titre Le Voleur de nuit, Paris, Éditions Juven, 1908 ; réédition, Paris, La Renaissance du Livre, 1932 ; réédition, Paris, Sylvie Messinger, 1988

Note : Une édition anciennement parue en France opère un choix parmi les nouvelles des différents recueils de Raffles :
- Raffles, cambrioleur pour le bon motif, Paris, Hachette, 1918 ; réédition, Paris, Pierre Lafitte, 1920

#### Autres recueils de nouvelles
- Some Persons Unknown (1898)
- The Young Guard (1919)
- Old Offenders and a Few Old Scores (1923)

### Romans

#### SérieRaffles
- Mr. Justice Raffles (1909) Publié en français sous le titre Raffles, le justicier, dans Raffles, cambrioleur, amateur[4], Paris, Éditions Omnibus, 2007

#### Autres romans
- A Bride from the Bush (1890) Publié en français sous le titre Une idylle dans le ranch, Paris, Éditions Mignot, 1916
- Under Two Skies (1892)
- Tiny Luttrell (1893)
- The Boss of Taroomba (1894)
- The Unbidden Guest (1894)
- The Cricket on the Green (1895)
- The Rogue's March: A Romance (1896)
- Young Blood (1898)
- Dead Men Tell No Tales (1897)
- The Belle of Toorak ou The Shadow of a Man (É.-U.) (1900)
- Peccavi (1900)
- The Shadow of the Rope (1902)
- Denis Dent: A Novel (1904)
- Stingaree (1905) Publié en français sous le titre Stingaree, Paris, Éditions Mignot, coll. In Extenso no 37, 1954
- The Camera Fiend (1911)
- Fathers of Men (1912)
- The Thousandth Woman (1913)
- Witching Hill (1913)
- The Crime Doctor (1914)
- Trusty and Well Beloved (1915)
- Ballad of Ensign Joy (1917)
- Wooden Cross (1918)
- Notes of a Camp-Follower on the Western Front (1919)
- The Ballad of Ensign (1919)

### Pièce de théâtre

#### SérieRaffles
- Raffles, The Amateur Cracksman (1903), en collaboration avec Eugene Presbrey